# Brousses-et-Villaret
Brousses-et-Villaret ist eine französische Gemeinde mit 352 Einwohnern (Stand 1. Januar 2022) im Département Aude in der Region Okzitanien. Sie gehört zum Arrondissement Carcassonne und zum Kanton La Malepère à la Montagne Noire.

## Nachbargemeinden
Nachbargemeinden von Brousses-et-Villaret sind Cuxac-Cabardès im Nordosten, Fraisse-Cabardès im Südosten, Montolieu im Südwesten und Saint-Denis im Nordwesten.

## Bevölkerungsentwicklung
| Jahr      | 1962 | 1968 | 1975 | 1982 | 1990 | 1999 | 2013 |
| Einwohner | 190  | 207  | 227  | 222  | 254  | 307  | 343  |

## Sehenswürdigkeiten
- Kirche Sainte-Marie de l’Assomption (1249)
- Kirche Saint-Étienne in Le Villaret
- Papiermühle Moulin de Cambou